# Bojedarivka
Bojedarivka (en ukrainien : Божедарівка) est une commune urbaine de l'oblast de Dnipropetrovsk, en Ukraine. Sa population s'élevait à 2 771 habitants en 2013.

## Géographie
Bojedarivka se trouve à 25 km à l'ouest de Krynytchky, à 65 km au sud-ouest de Dnipro, la capitale administrative de l'oblast, et à 348 km au sud-est de Kiev.

## Histoire
La fondation du village de Bojedarivka en 1881 est due à la construction d'une gare ferroviaire à cet endroit sur la ligne de chemin de fer Ekaterinoslav – Kazanka, dont les travaux commencèrent cette année-là. Le village accéda au statut de centre administratif de raïon en 1923, alors que sa population s'élevait à un peu plus de 700 personnes. Peu de temps après cependant le raïon perdit son statut. Bojedarivka devint une commune urbaine en 1938. En 1939, Bojedarivka fut rebaptisée Chtchorsk en l'honneur de Nikolaï Chtchors, un officier de l'armée impériale qui s'était illustré dans l'Armée rouge avant sa mort en 1919. 

## Population
Recensements (*) ou estimations de la population :
| 1959* | 1970* | 1979* | 1989* | 2001* |
| ----- | ----- | ----- | ----- | ----- |
| 5 367 | 3 592 | 4 068 | 3 825 | 3 094 |

| 2009  | 2010  | 2011  | 2012  | 2013  |
| ----- | ----- | ----- | ----- | ----- |
| 2 851 | 2 815 | 2 791 | 2 799 | 2 771 |

## Transports
Bojedarivka se trouve sur la ligne de chemin de fer Kryvyï Rih – Dnipro.